# Nonce (criptografia)

Fig.1 Típica comunicació client/servidor durant una autenticació basada en nonce

Nonce, en ciències de la computació i criptografia, és un nombre arbitrari que només pot ser emprat un sol cop. El nombre nonce és tot sovint aleatori o pseudo-aleatori usat en el protocol d'autenticació per assegurar que les comunicacions no puguin ser assaltades amb l'atac de replay. Nonce també es poden utilitzar en vectors d'inicialització en funcions hash criptogràfiques.

## Aplicacions
- Protocol d'autenticació.
- Vectors d'inicialització.
- Funcions hash.